# Museo del Risorgimento e della Resistenza (Vicenza)
Il Museo del Risorgimento e della Resistenza di Vicenza è uno spazio espositivo che sorge sul colle Ambellicopoli, presso la villa Guiccioli, poco dopo il Santuario di Monte Berico, dedicato principalmente al Risorgimento e alla Resistenza italiana. Il museo è circondato da un vasto giardino all'inglese, anch'esso aperto al pubblico.

## Collezione
Il museo raccoglie le memorie di eventi e di personaggi che appartengono alla storia d'Italia, con particolare attenzione alle vicende storiche belliche legate alla città. I documenti e i cimeli delle raccolte portano infatti la testimonianza degli avvenimenti vicentini e nazionali e, in qualche caso, europei, in particolare le vicende belliche che vanno dalla prima campagna d'Italia di Napoleone Bonaparte nel 1796, ai moti vicentini del 1848, le imprese di Giuseppe Garibaldi, il Risorgimento, la prima guerra mondiale, le guerre coloniali italiane, la seconda guerra mondiale e la lotta di liberazione (1943 - 1945).
Il nucleo principale della documentazione è costituito da pubblicazioni a stampa, periodici, giornali, manoscritti, ritratti, quadri, stampe, diari, bandi e proclami, decreti, atti privati, monete, medaglie e decorazioni, carte geografiche civili e militari, armi bianche e da fuoco, bandiere, oggettistica militare di vario genere. Nel cortile esterno sono esposti alcuni cannoni e obici austriaci, risalenti alla prima guerra mondiale.

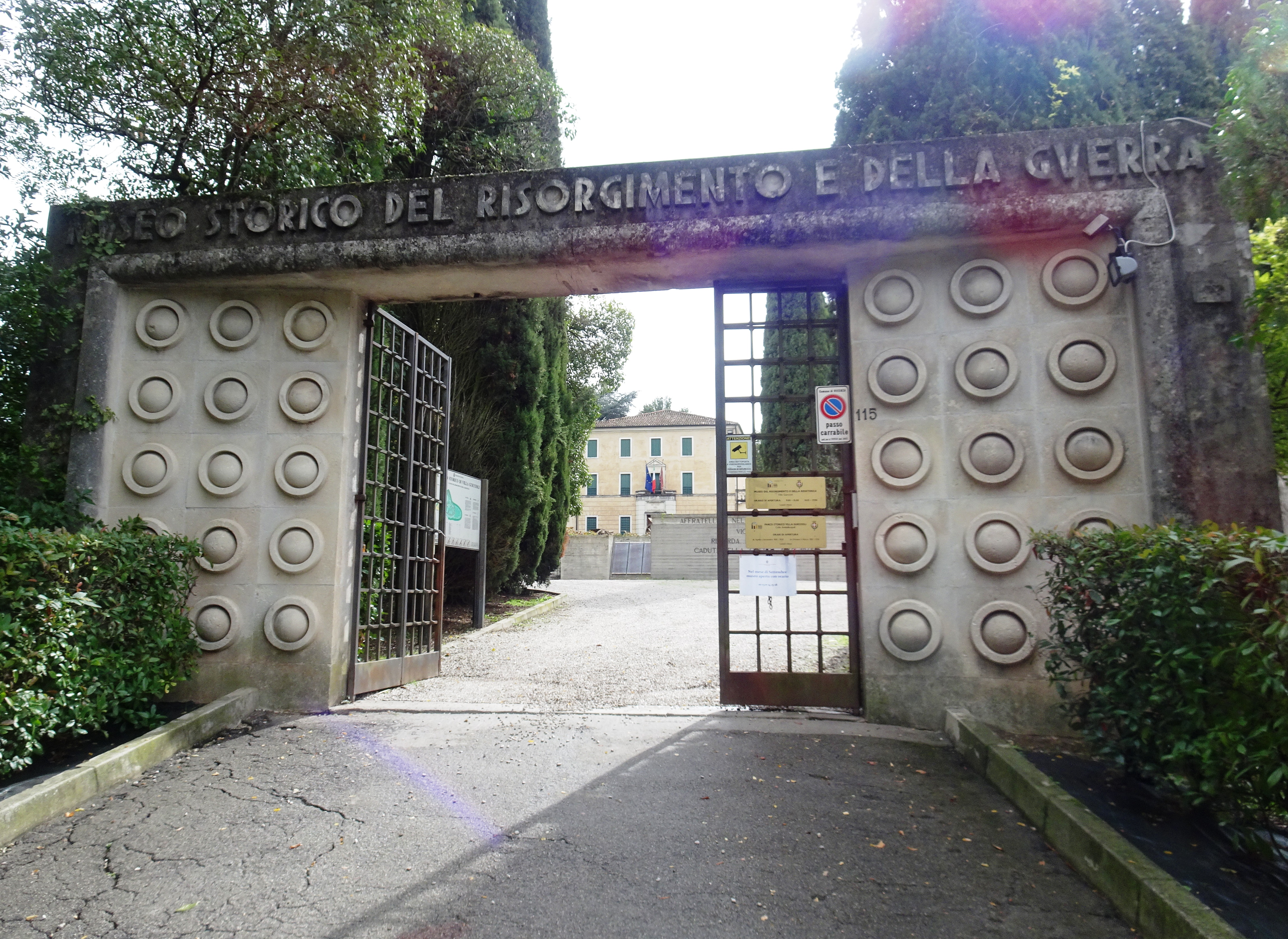
Ingresso al parco e al cortile del museo
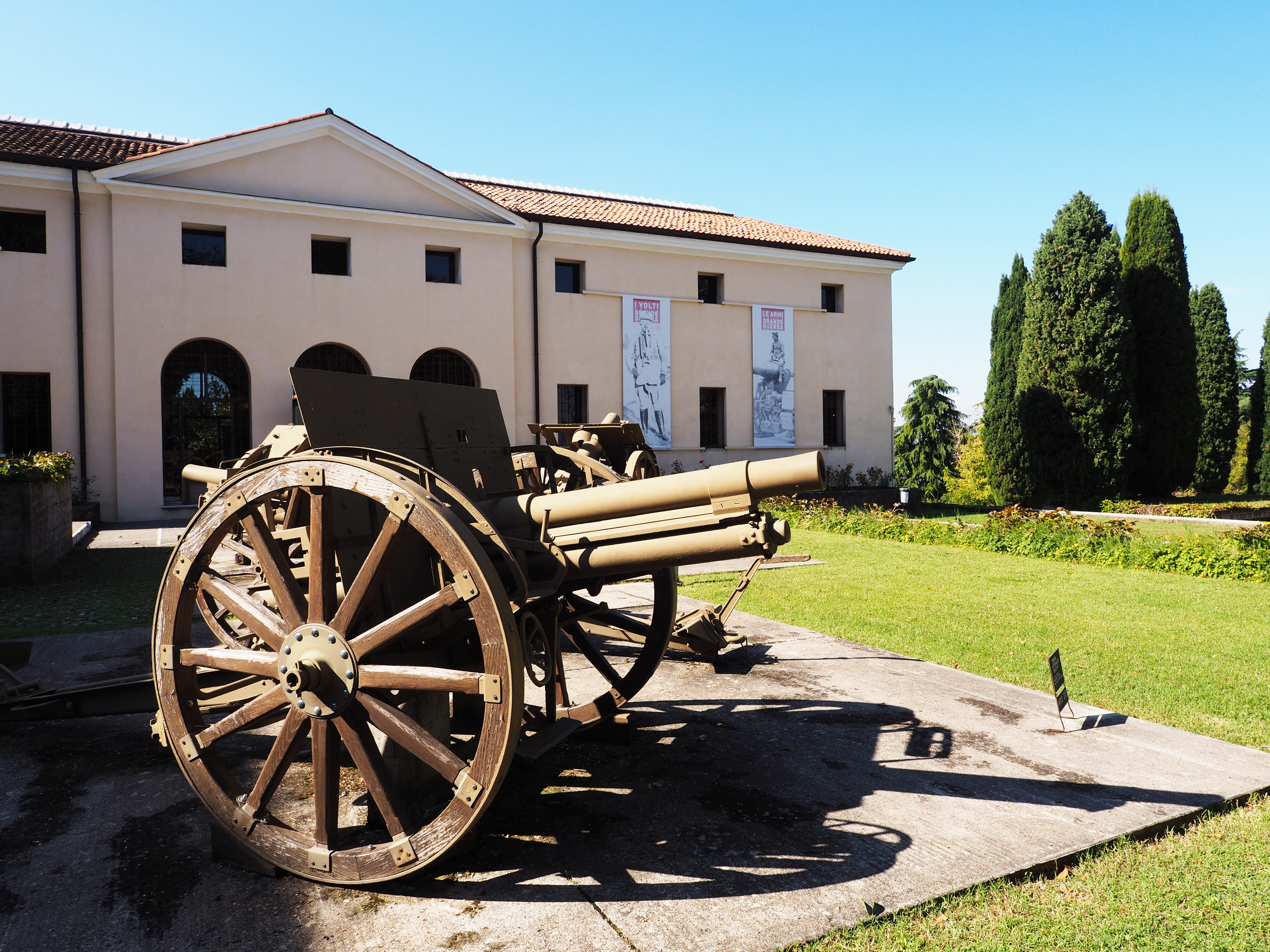
Cannone austroungarico Skoda del 1916; sullo sfondo l'ingresso del Museo
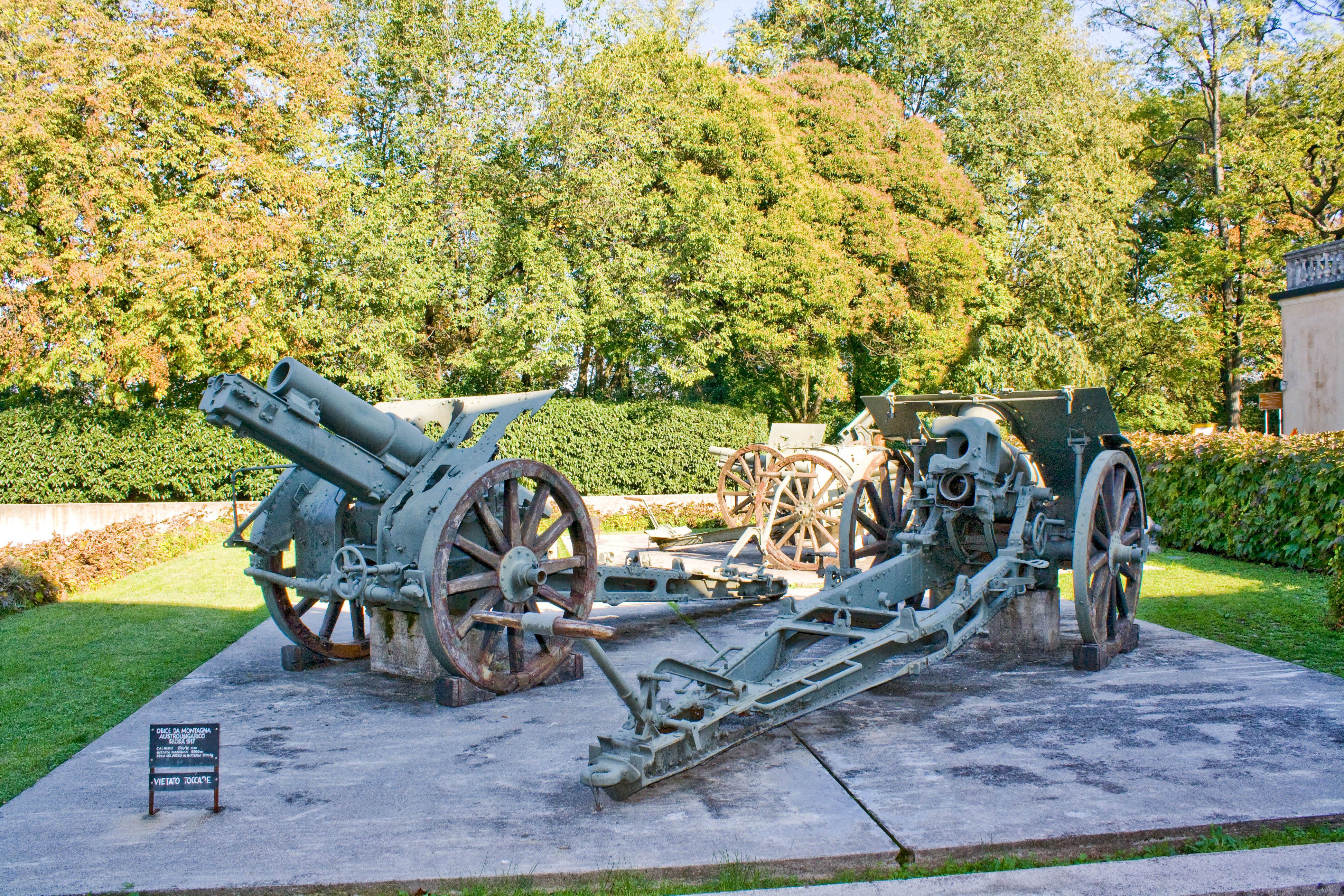
Obici da 149/13 di fronte al museo
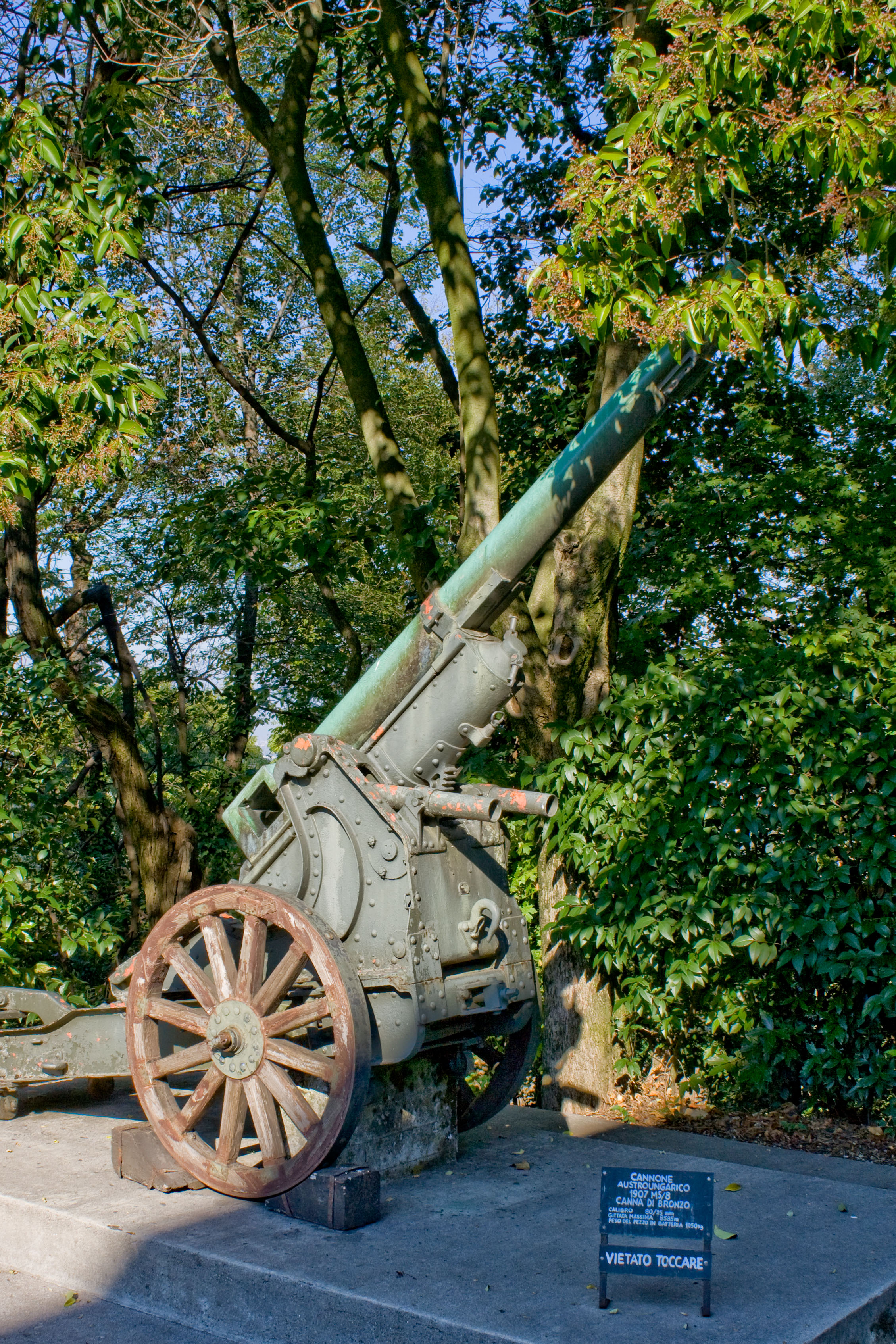
Un cannone antiaereo austro-ungarico della prima guerra mondiale costituito da una canna in bronzo da 8 cm (76,5 mm) dell'FK M.5 e un affusto di una sorta di obice da montagna da 10 cm.

### Raccolte
- Domenico Cariolato, lettere, manoscritti e cimeli del Risorgimento Nazionale e di Giuseppe Garibaldi
- Antonio Radovich, Risorgimento Nazionale e Impresa dei Mille.
- Lugi Cavalli, Risorgimento Nazionale
- Giovanni Durando, Risorgimento Nazionale
- Giuseppe Bacco, Risorgimento e garibaldini
- Antonio Caregaro Negrin, manoscritti 1848 - 1849
- Lelio Bonin Longare, archivio della famiglia Bonin Longare
- Famiglia Franco, cimeli e manoscritti del Risorgimento, fotografie e distintivi della Grande Guerra.
- Famiglia Manzo, divise, cimeli, decorazioni, fotografie e libri della prima guerra mondiale.
- Giuseppe Vaccari
- Guglielmo Pecori Giraldi
- Francesco Meneghello
- Gianni Pieropan
- Archivio fotografico della Grande Guerra
- Archivio storico della resistenza vicentina
- Archivio della federazione provinciale di Vicenza del Partito d'Azione

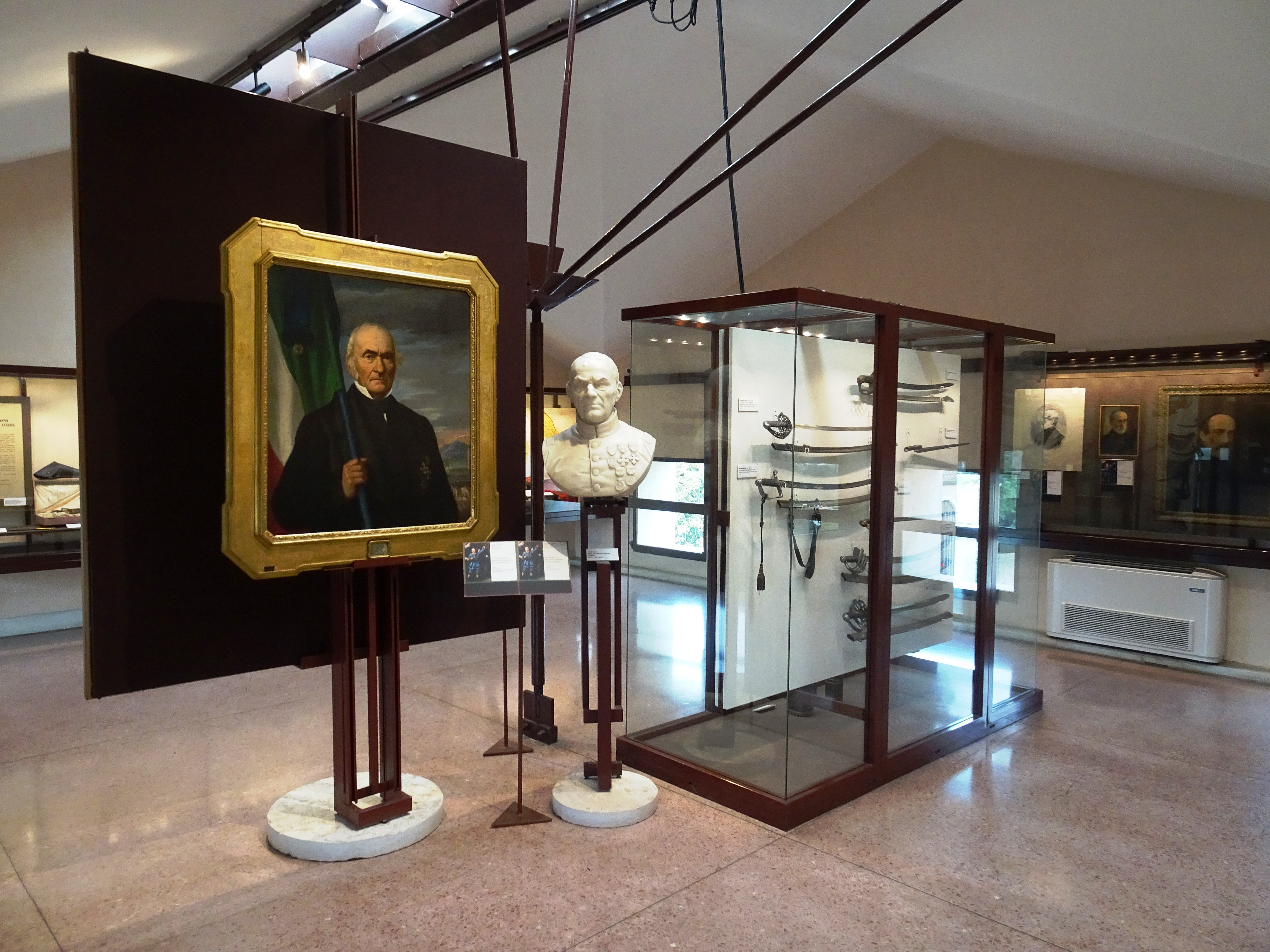
Interno del museo
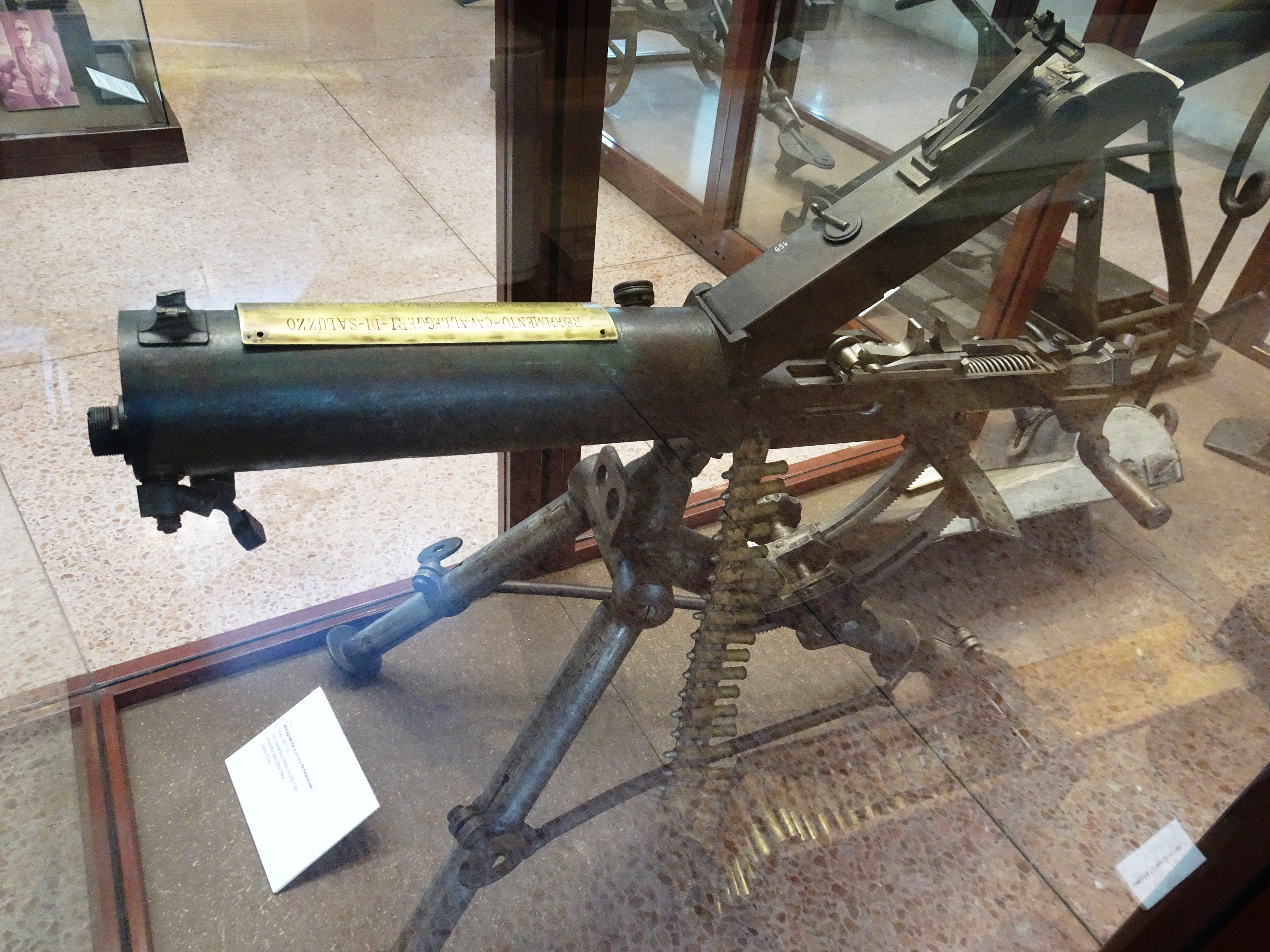
Mitragliatrice austriaca Swharziose mod. 1907/12

## Parco di Villa Guiccioli

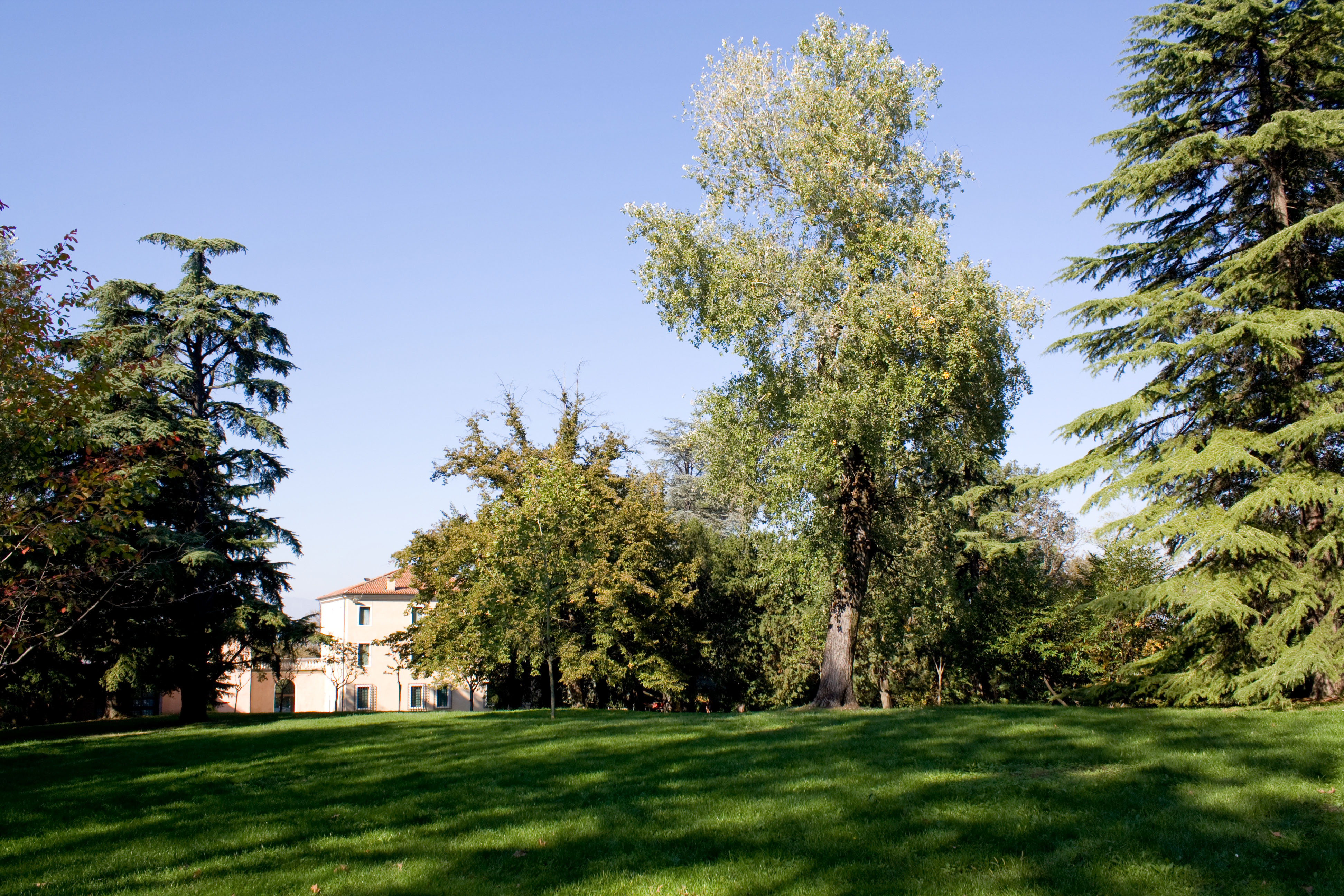
Il parco con la vista posteriore di Villa Guiccioli, sede del museo
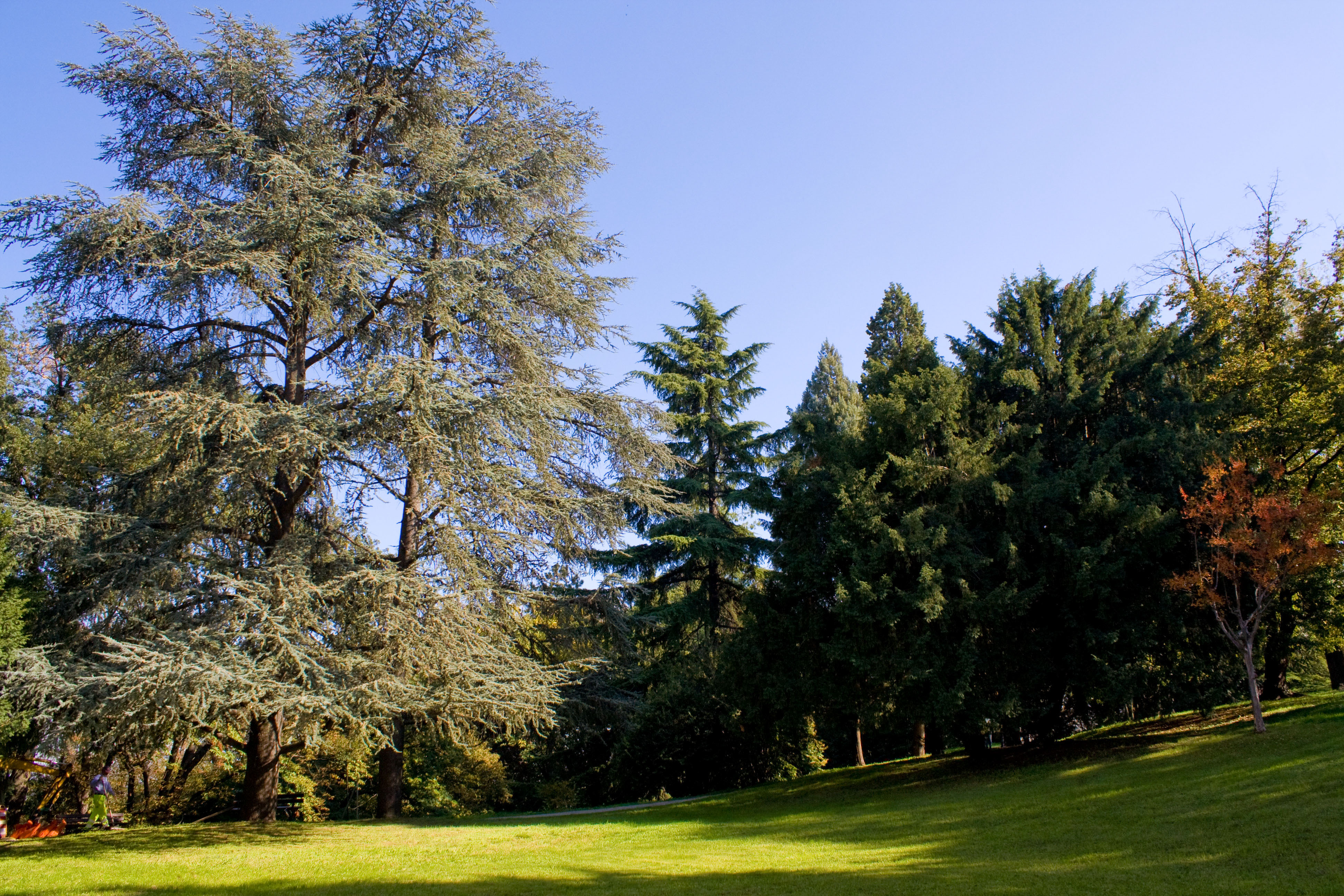
Parco di Villa Guiccioli
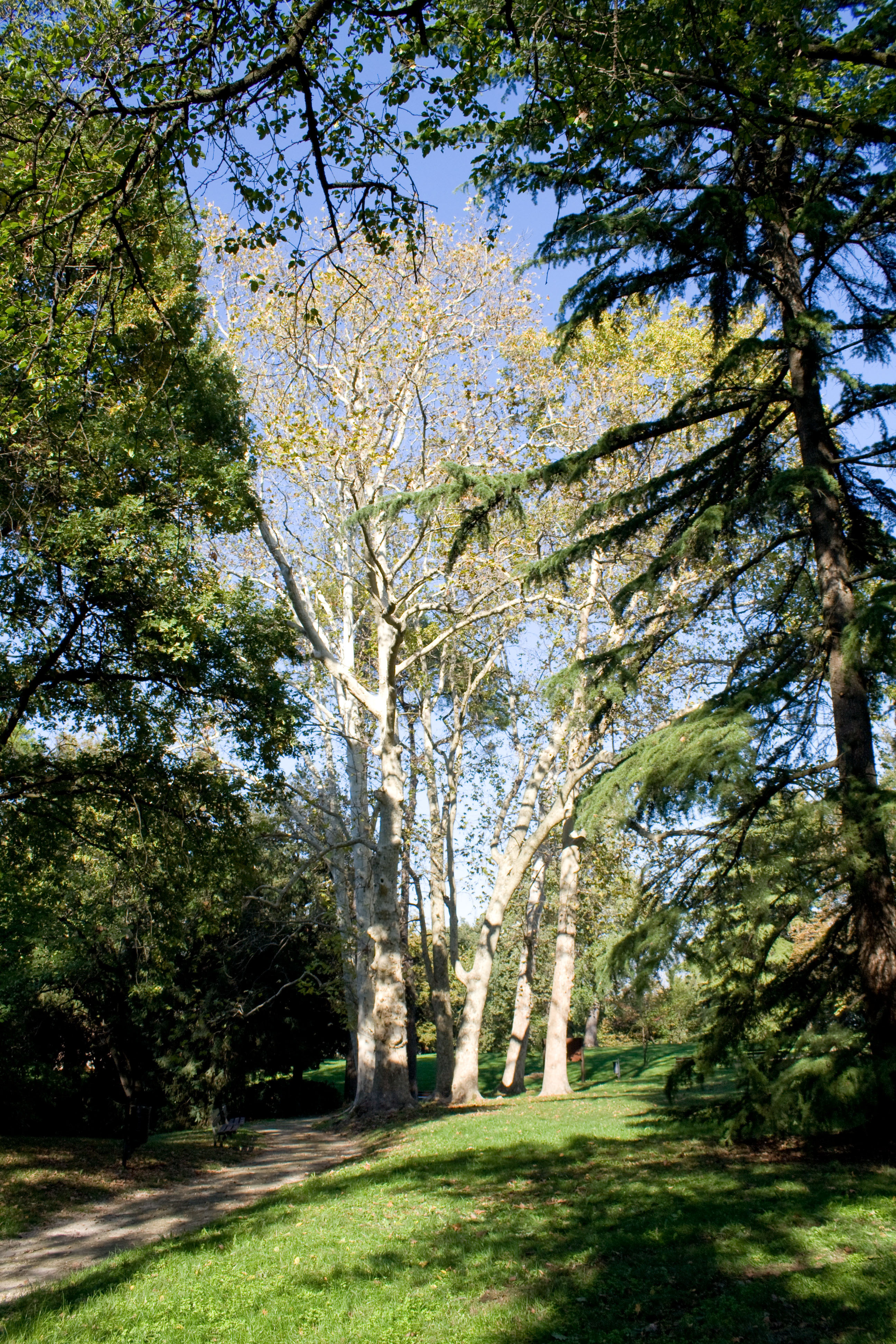
Parco di Villa Guiccioli
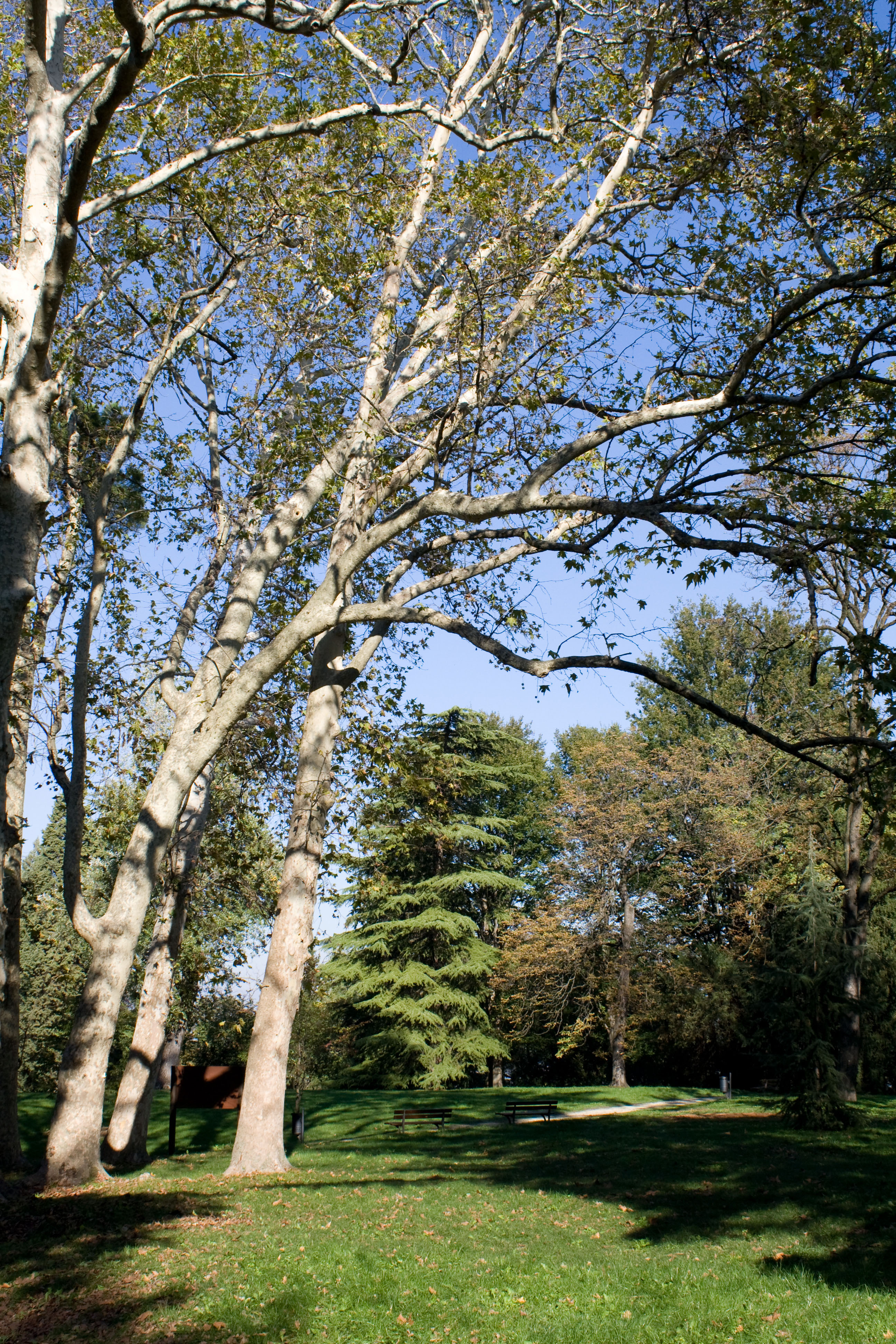
Parco di Villa Guiccioli
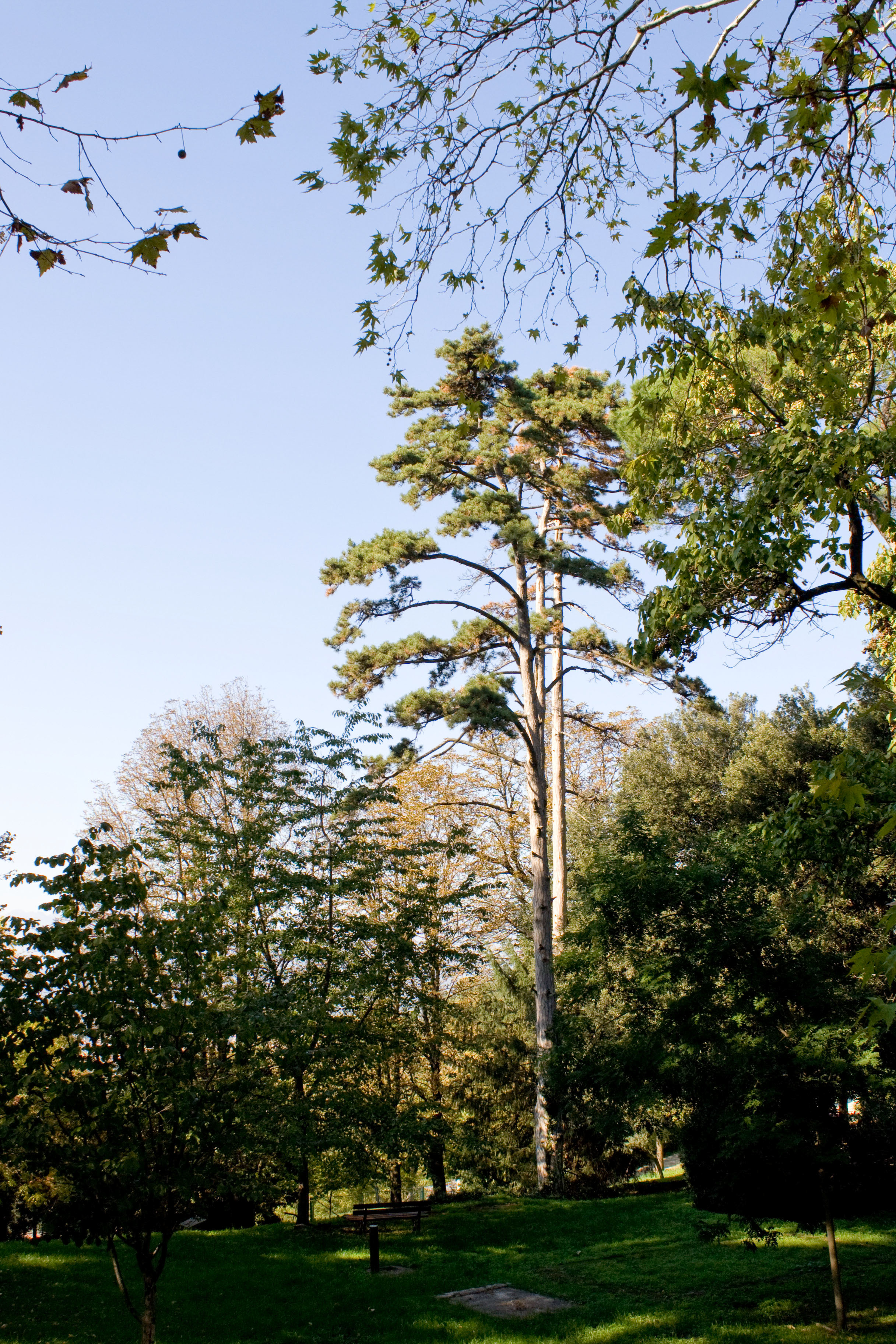
Parco di Villa Guiccioli